# Codeshare
Codeshare henviser til en praksis, hvor en flyrute der drives af et flyselskab, markedsføres i fællesskab som en flyvning for et eller flere andre flyselskaber. De fleste store flyselskaber i dag har code-sharing partnerskaber med andre flyselskaber og code-sharing er et centralt element i de store luftfartsalliancer som blandt andet Star Alliance.
Som et eksempel er Cimber Sterlings afgange fra Billund Lufthavn til Oslo, Stockholm og København i et codeshare samarbejde med SAS. Det betyder i praksis at SAS kan sælge billetter på Cimber Sterlings ruter i eget navn og med eget rute nummer selvom det ikke er dem der flyver på ruten.